# Menàrguens
Menàrguens (spanisch Menarguéns) ist eine katalanische Gemeinde (municipio) mit 789 Einwohnern (Stand: 2024) in der Provinz Lleida im Nordosten Spaniens. Sie liegt in der Comarca Noguera. 

## Geographische Lage
Menàrguens liegt etwa elf Kilometer nordnordöstlich von Lleida in einer Höhe von ca. 205 m. Der Segre begrenzt die Gemeinde im Südosten.

## Bevölkerungsentwicklung
| Jahr      | 1970 | 1981 | 1991 | 2001 | 2011 | 2021 |
| --------- | ---- | ---- | ---- | ---- | ---- | ---- |
| Einwohner | 1085 | 988  | 882  | 815  | 903  | 789  |

## Sehenswürdigkeiten

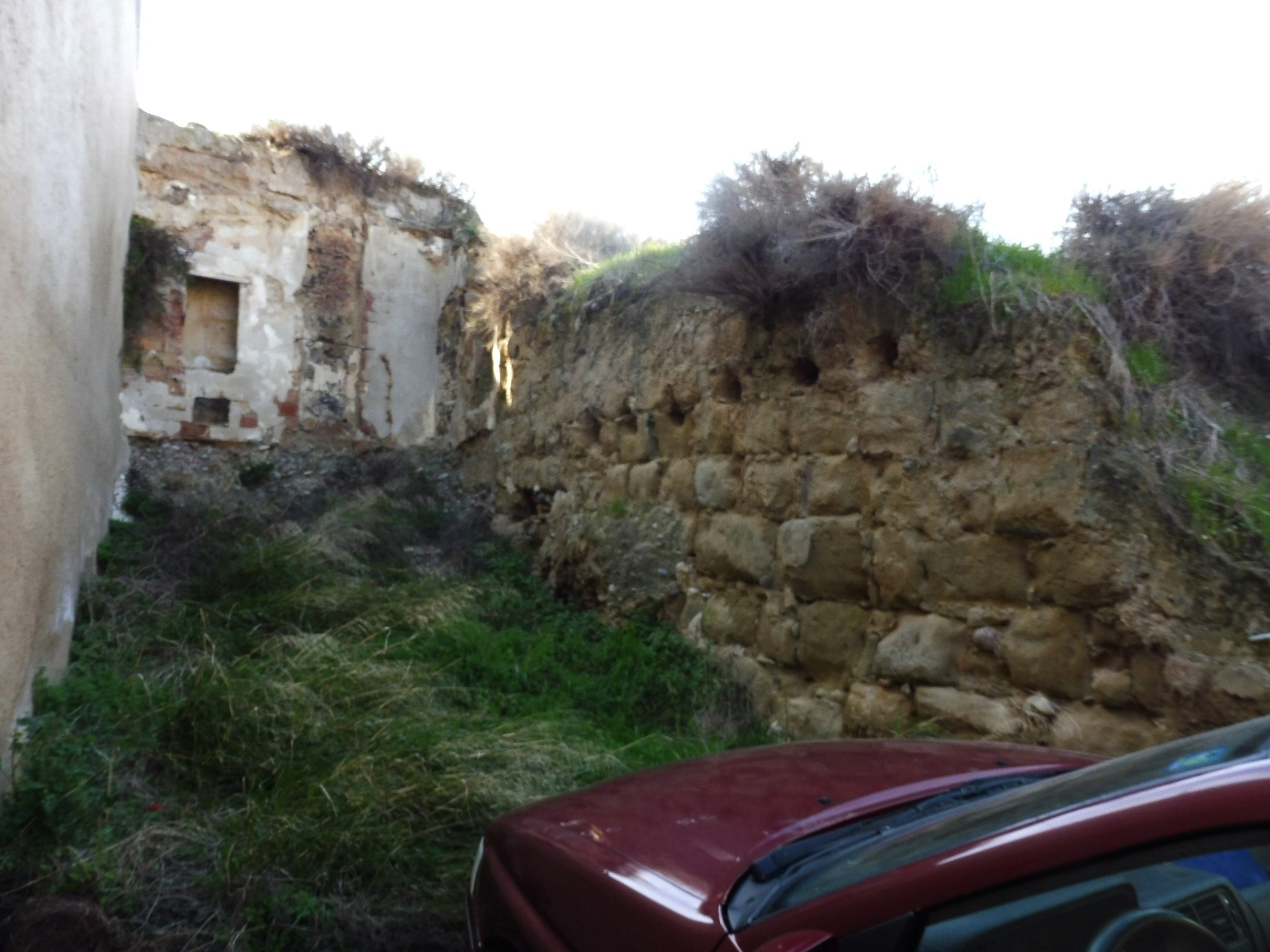
Burgreste
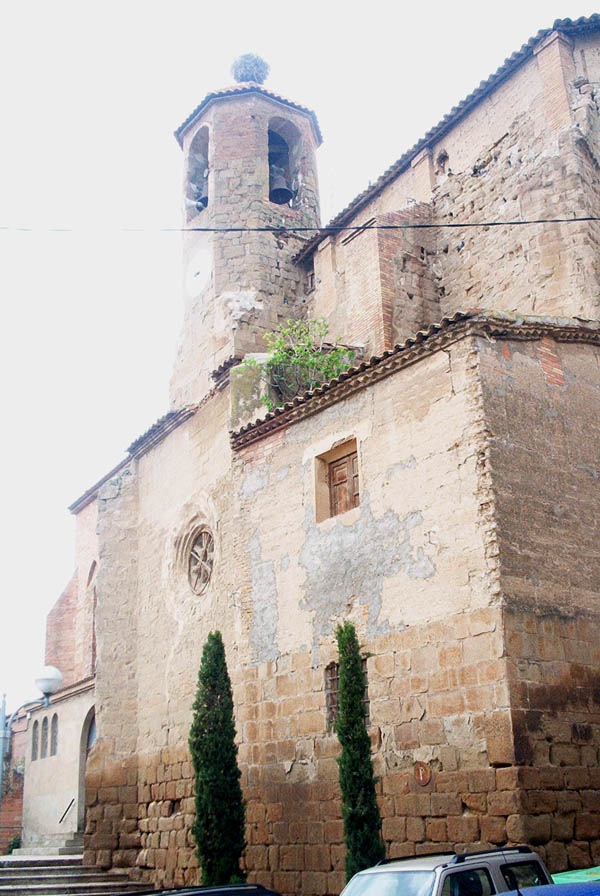
Vinzenzkirche
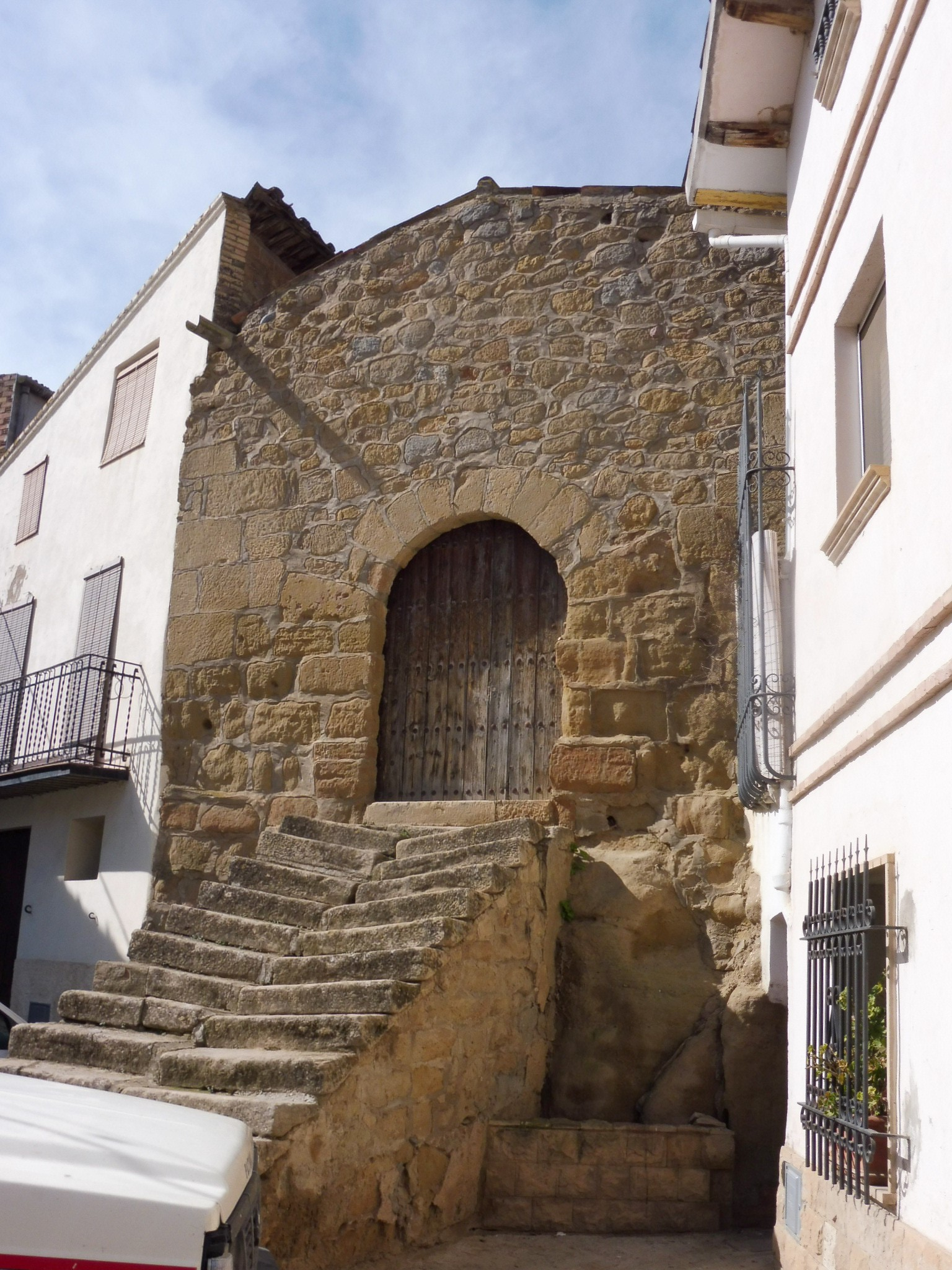
Peterskapelle
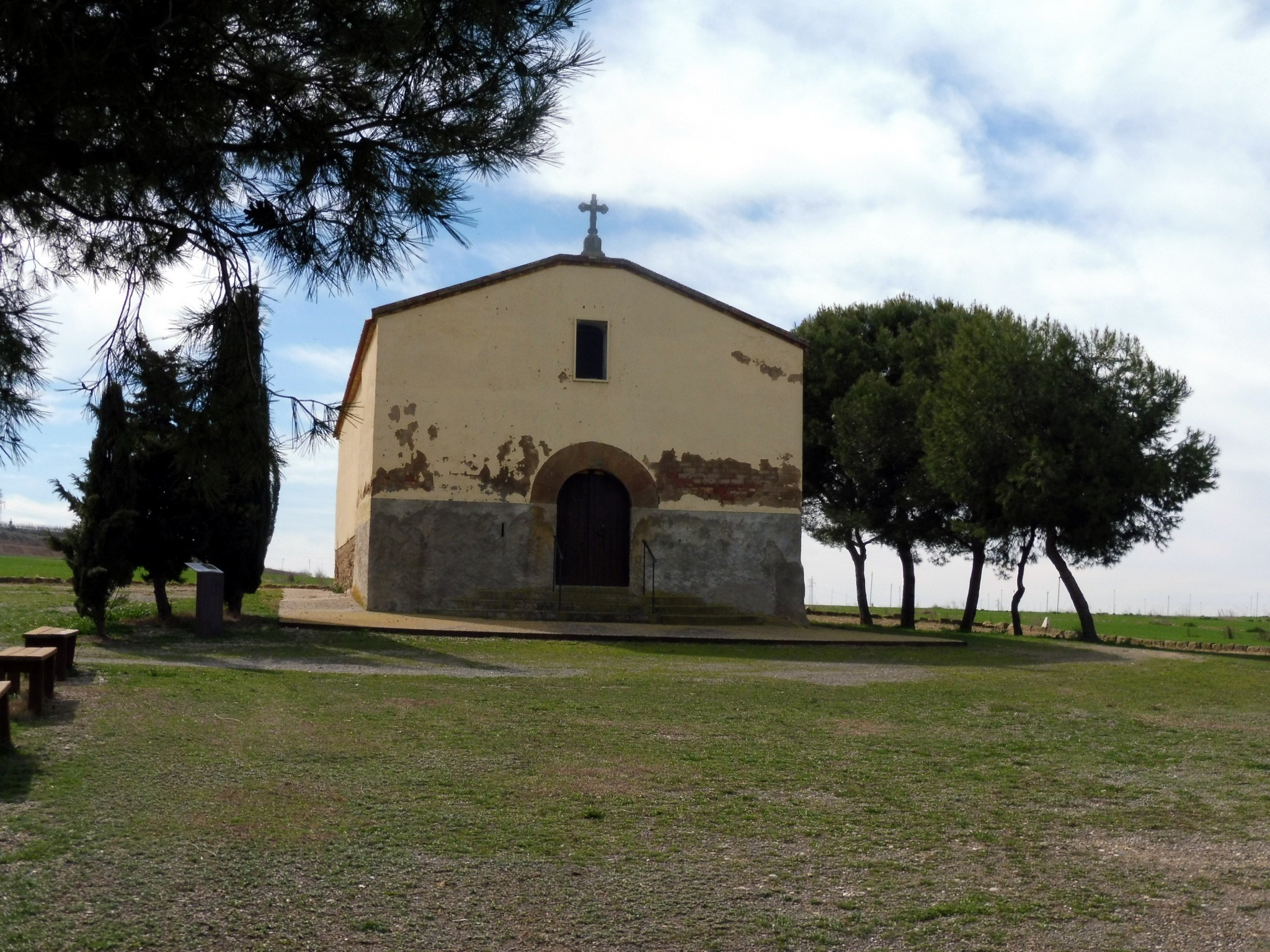
Kreuzkapelle
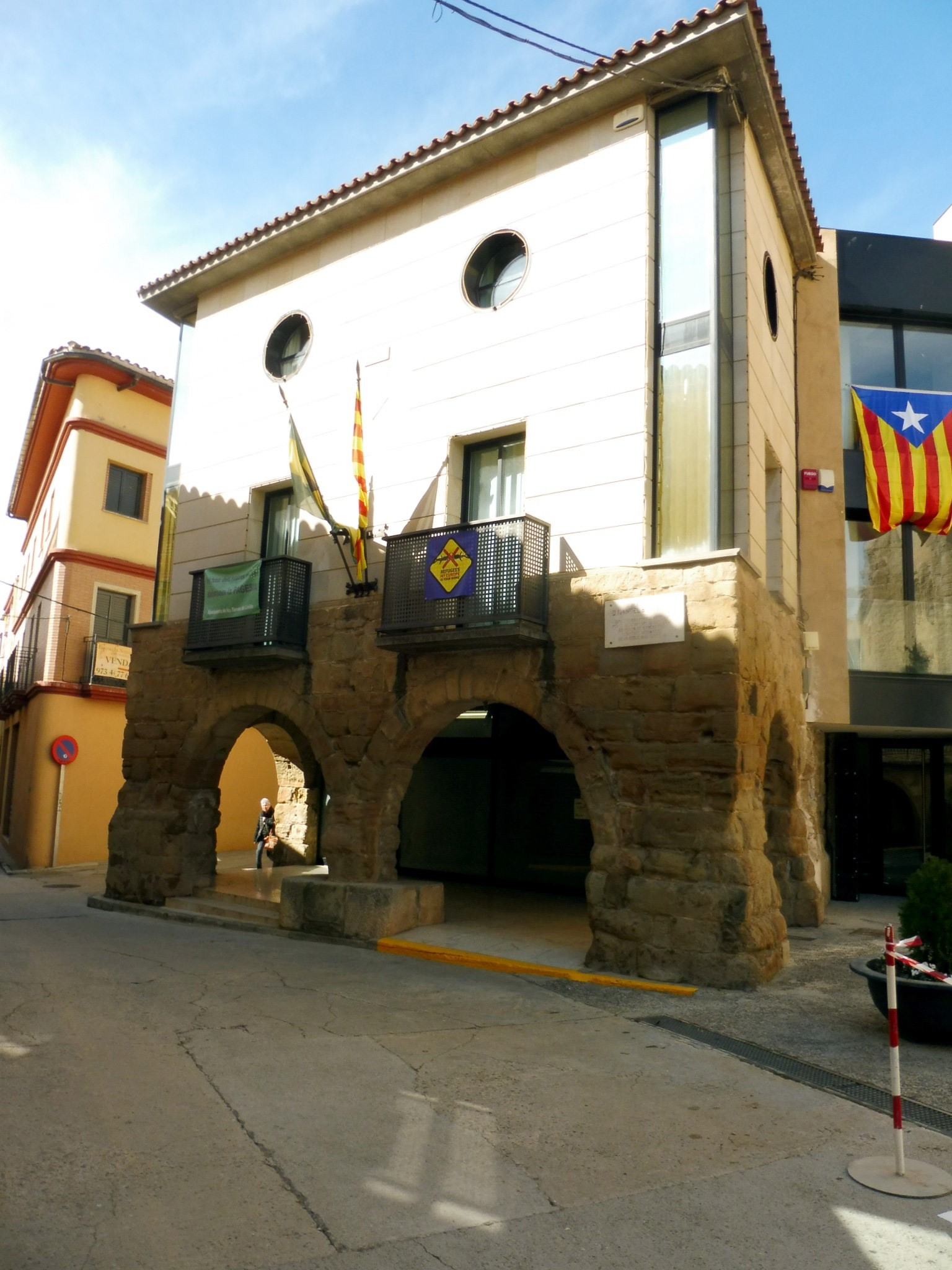
Rathaus

- Burgreste
- Vinzenzkirche
- Peterskapelle
- Kreuzkapelle
- Rathaus